# Звягинцев, Николай Николаевич
Николай Николаевич Звягинцев (род. 4 января 1967, Московская область) — русский поэт, переводчик с китайского, графический дизайнер. Лауреат Большой премии «Московский счёт» (2013).
Окончил Московский архитектурный институт. Занимается графическим дизайном в сфере рекламы. Стихи публиковались в антологиях «Самиздат века» и «Девять измерений», журналах «Новый мир», «Знамя», «Воздух», «Волга», альманахах «Вавилон», «Авторник» и др. Автор семи стихотворных книг. С начала 1990-х — участник крымско-московской поэтической группы «Полуостров», позднее Крымский клуб (вместе с Андреем Поляковым, Игорем Сидом, Михаилом Лаптевым и Марией Максимовой). Живёт в Москве.
Стихи переведены на английский, французский, немецкий, испанский, итальянский, румынский, эстонский и украинский языки. Шорт-лист Премии Андрея Белого (2008, 2017); стипендия Фонда памяти Иосифа Бродского (2009), премия «Московский счет» (2013). Участник многочисленных поэтических фестивалей, российских и международных.
В последние несколько лет переводит китайскую поэзию — как современную, так и средневековую. В 2018 году в Пекине вышла книга «Сто сунских цы с картинками (на русском и китайском языках)», для которой Звягинцев сделал большинство переводов.
Как и все авторы «Полуострова», Звягинцев напрямую продолжает акмеистическую линию русского стиха, однако делает это весьма оригинальным способом: герметизм и многоуровневость ассоциаций, присущие позднему Мандельштаму, оказываются у него опрокинуты в детски прозрачное мировидение Мандельштама раннего. Вложенность кажущихся на первый взгляд вполне произвольными образов и сравнений в рамку демонстративно лёгкой и изящной силлабо-тоники проясняет пафос поэзии Звягинцева: в ней постулирована целостность мира, и задача поэта (а скорее всего — любого живущего) — искать взаимосвязи всего со всем:
Красавцы танки вошли в Харбин,
А вышел дяденька на балкон,
С конца тупого яйцо разбил
И выпил теплое молоко.
— Звягинцев никак не поясняет характер связи между двумя событиями, но настаивает на её обязательности и необходимости. Здесь же видно, что мироздание по Звягинцеву не иерархично: войсковая операция и бытовой жест случайного человека оказываются звеньями одной цепи, равнозначными и равновеликими (более того, танкам уделена одна строка, а завтраку на балконе — втрое больше). Звягинцевская образность подразумевает возможность расшифровки и разгадывания (так, в приведенном четверостишии благодаря аллюзии к войне тупоконечников и остроконечников из памфлета Свифта просвечивает мысль о бессмысленности любого конфликта и любой победы), но важнее всего здесь именно идея всеобщей связности, по-своему близкая к постмодернистской концепции ризомы.
Николай Звягинцев — создатель авторского краеведческого проекта «Мой двадцать восьмой», состоящего из мини-сериала, посвященного московскому трамваю, а также одноименного блога о городском пространстве через архитектуру, историю, литературу и многое другое.

## Труды
- Спинка пьющего из лужи. — М.: АРГО-РИСК, 1993. — 48 с.
- Законная область притворства. — М.: АРГО-РИСК, 1996. — 38 с.
- Крым НЗ. — М.: ОГИ, 2001. — 48 с.
- Туц. — М.: Новое издательство, 2008. — 65 с. — (Новая серия).
- Улица Тассо. — М.: Новое литературное обозрение, 2012. — 96 с. — (Новая поэзия).
- Взлётка. — N.Y.: Ailuros Publishing, 2015. — 74 с.
- Все пассажиры. — N.Y.: Ailuros Publishing, 2017. — 92 с.
- Сто Cунских цы с картинками (на русском и китайском языках), в соавторстве с Пэйшэн Яо, Семененко И. И. и Жунусовой А. Б. — Чжун и чубаньшэ Пекин, 2018. — 276 с.
- Сто Сунских цы с картинками (на русском и китайском языках), в соавторстве с Пэйшэн Яо — China Translation and Publishing House, Пекин, 2023.
- Сто Танских стихов с картинками (на русском и китайском языках), в соавторстве с Пэйшэн Яо — China Translation and Publishing House, Пекин, 2023.
- Сто стихов Шицзин с картинками (на русском и китайском языках), в соавторстве с Пэйшэн Яо — China Translation and Publishing House, Пекин, 2023.